# India Gants
Pour les articles homonymes, voir Gants.
India Gants, née le 11 juin 1996 à Seattle (État de Washington), est un mannequin américain. Elle est connue pour avoir remporté le vingt-troisième cycle d'America's Next Top Model.

## Biographie
India Gants commence le mannequinat à l'âge de seize ans. En 2017, elle gagne le vingt-troisième cycle de l'émission America's Next Top Model, remportant ainsi 100 000 dollars, un contrat de publicité pour la marque de cosmétiques Rimmel et un éditorial dans le magazine Paper.

## Récompenses et distinctions
- America's Next Top Model 2017 (en)